# Прато Сезия
Пра̀то Сѐзия (на италиански: Prato Sesia; на пиемонтски: Pra, Пра) е село и община в Северна Италия, провинция Новара, регион Пиемонт. Разположено е на 275 m надморска височина. Населението на общината е 2023 души (към 2010 г.).